# Justin Torkildsen
Justin Torkildsen (ur. 3 lipca 1981 roku w Boulder, w stanie Kolorado) – amerykański aktor telewizyjny, znany przede wszystkim z roli Ricka Forrestera w operze mydlanej Moda na sukces.

## Życiorys
Dorastał w Boulder, w stanie Kolorado. Kiedy miał dwa lata po raz pierwszy założył na nogi narty. W późniejszym okresie życia brał udział w wyścigach narciarskich i był instruktorem narciarstwa. Rozwijał się także w takich dyscyplinach sportowych jak hokej na lodzie, lekkoatletyka, skateboarding, wrotkarstwo, kolarstwo górskie i wspinaczka. Ukończył szkołę średnią w Boulder, w stanie Kolorado, gdzie pełnił rolę szkolnej maskotki – pantery na meczach futbolu amerykańskiego i koszykówki. Jedną z jego pasji stało się również aktorstwo. Wystąpił w głównej dziecięcej roli Louisa w przedstawieniu Król i ja (The King and I) oraz nieco później w sztukach szekspirowskich – Henryk V oraz Ryszard III. Wziął udział w kampanii reklamowej Nautica, pojawiając się na billboardach w Times Square w Nowym Jorku, Chicago i Bostonie. Był gościem talk-show Roseanne. Na srebrnym ekranie wystąpił jako Eric 'Rick' Forrester Jr., syn Erica Forrestera (John McCook) i Brooke Logan (Katherine Kelly Lang) w operze mydlanej CBS Moda na sukces (The Bold and the Beautiful, 2001-2006). Za tę rolę odebrał w 2001 roku nagrodę Daytime Emmy.

### Życie prywatne
31 grudnia 2001 r. poślubił Bonnie Binion, córkę Teda Biniona, który został zamordowany w 1998 roku. Od 2008 roku jest rozwiedziony.